# Obniżenie Nowosolskie
Obniżenie Nowosolskie (318.31) – mezoregion fizycznogeograficzny w zachodniej Polsce, stanowiący zachodnią część Obniżenia Milicko-Głogowskiego. Region graniczy od północy z Wałem Zielonogórskim, Doliną Dolnego Bobru i Wzniesieniami Gubińskimi, od zachodu z Kotliną Zasiecką, od południa ze Wzniesieniami Żarskimi i Wzgórzami Dalkowskimi a od wschodu z Pradoliną Głogowską; na północnym wschodzie region styka się z Kotliną Kargowską. Obniżenie Nowosolskie leży w całości na obszarze woj. lubuskiego.
Mezoregion stanowi typową pradolinę o piaszczystym dnie, którą porastają lasy z licznymi podmokłymi zagłębieniami. Dolina Bobru przecina środkową część regionu a rzeka Lubsza – zachodnią. Forma pradolinna wykazuje spadek ku wschodowi, gdzie ku Odrze płyną rzeki Czarna Struga i Śląska Ochla. Powierzchnie leśne dominują w centralnej części obniżenia.
Mimo że nazwa regionu wywodzi się od Nowej Soli, miasto to leży na obszarze Pradoliny Głogowskiej. Głównymi ośrodkami miejskimi Obniżenia Nowosolskiego są natomiast Lubsko (na pograniczu) i Nowogród Bobrzański, ponadto leży tu wieś Brzeźnica.